# ستانلي راسيل (سياسي)
ستانلي راسيل (بالإنجليزية: Stanley Russ)‏ هو سياسي أمريكي، ولد في 31 أغسطس 1930 في كونوي في الولايات المتحدة، وتوفي في 5 يناير 2017. حزبياً، نشط في الحزب الديمقراطي.